# 1832 en arts plastiques
| Années des arts plastiques : 1829 - 1830 - 1831 - 1832 - 1833 - 1834 - 1835    |
| Décennies des arts plastiques : 1800 - 1810 - 1820 - 1830 - 1840 - 1850 - 1860 |

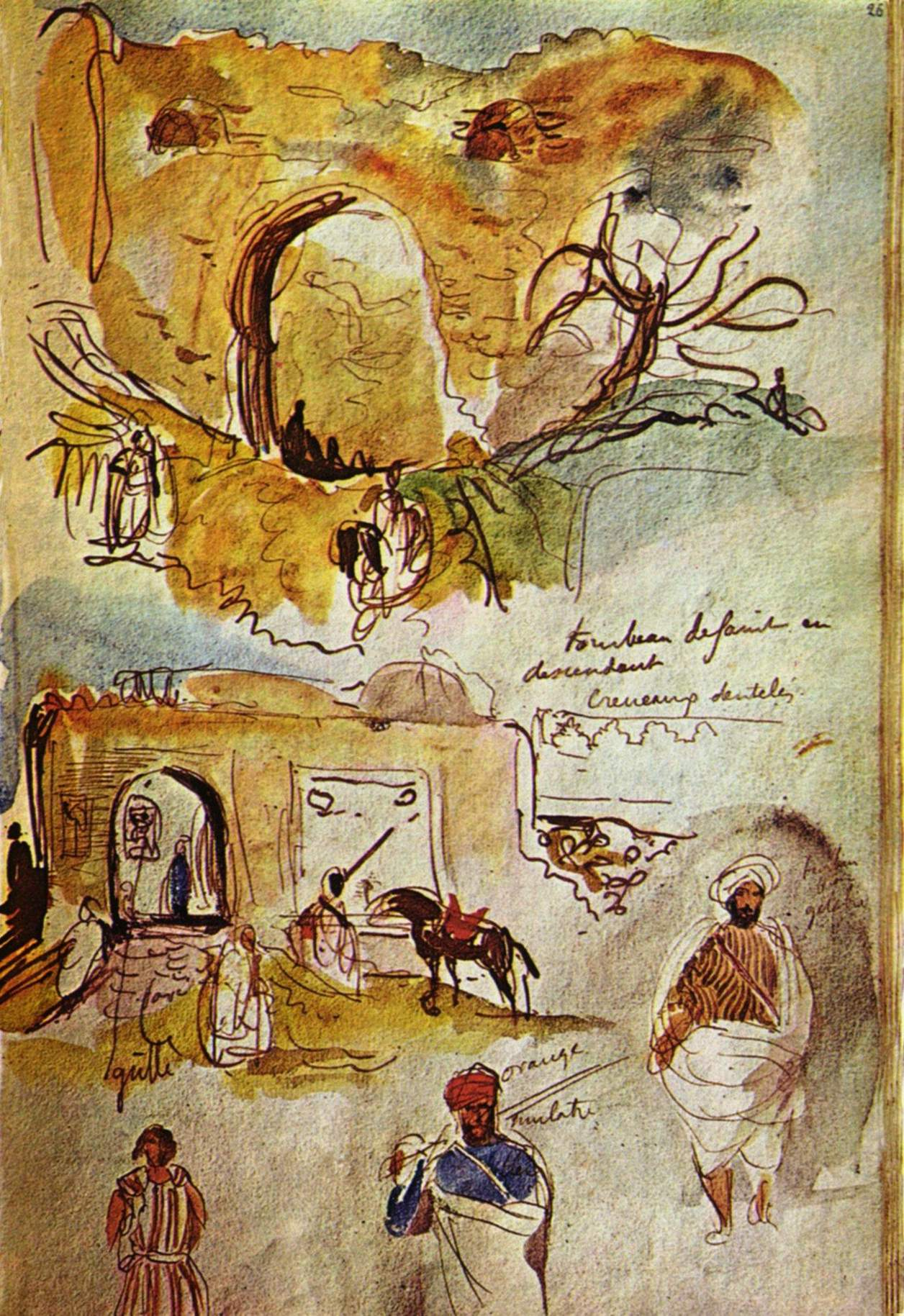
Les carnets de Delacroix.

Cette page concerne l'année 1832 en arts plastiques.

## Œuvres
- Portrait de monsieur Bertin, tableau de Jean-Auguste-Dominique Ingres.

## Naissances
- 6 janvier : Gustave Doré, graveur et sculpteur français († 23 janvier 1883),
- 23 janvier : Édouard Manet, peintre français († 30 avril 1883),
- 25 janvier : Ivan Chichkine, peintre et graveur russe († 20 mars 1898),
- 28 février : François-Barthélemy-Marius Abel, peintre français († 11 septembre 1870),
- 9 mars : Horace Antoine Fonville, peintre et aquafortiste français († 16 octobre 1914),
- 24 mars : José Casado del Alisal, peintre espagnol († 9 octobre 1886),
- 25 mars : Charles Altamont Doyle, peintre britannique († 10 octobre 1893),
- 13 avril : Stevan Todorović, peintre serbe († 22 mai 1925),
- 15 avril : Wilhelm Busch, dessinateur britannique († 9 janvier 1908),
- 18 avril : Martin Léonce Chabry, peintre français († 19 juillet 1882),
- 25 avril : Gustave Navlet, sculpteur français († 11 février 1915),
- 9 juin : Gustave Droz, peintre et romancier français († 22 octobre 1895),
- 13 juin : Nicolò Barabino, peintre et mosaïste italien de l'école florentine († 19 octobre 1891),
- 21 juin : Louise Rayner, aquarelliste britannique († 8 octobre 1924),
- 3 juillet : Louis-Charles Verwée, peintre belge († 9 juillet 1882),
- 5 juillet : Pavel Tchistiakov, peintre et professeur russe († 11 novembre 1919),
- 9 juillet : Joseph-Victor Ranvier, peintre de genre et portraitiste français († 24 mai 1896),
- 14 juillet : Hermanus-Franciscus Van den Anker, peintre néerlandais († 9 juillet 1883),
- 17 juillet : Gédéon Baril, peintre, écrivain, dessinateur et caricaturiste français († 3 juillet 1906),
- 27 juillet : Đura Jakšić, écrivain, poète et peintre serbe († 16 novembre 1878),
- 5 août :
  - Vincenzo Acquaviva, peintre italien († 7 septembre 1902),
  - Bernhard Studer, peintre suisse († 22 avril 1868),
- 10 août : Amos Cassioli, peintre italien († 17 décembre 1891),
- 10 septembre : Otto Knille, peintre allemand († 7 avril 1898),
- 4 octobre : William Griggs, inventeur britannique d'un procédé de chromolithographie connu sous le nom de photo-chromo-lithographie († 7 décembre 1911),
- 6 octobre : Christian Mali, peintre allemand († 1er octobre 1906),
- 11 novembre : Philippe Jolyet, peintre français († 10 septembre 1908),
- 15 décembre : Félix Lionnet, peintre français († 11 novembre 1896),
- 16 décembre : Jules Worms, peintre, graveur et illustrateur français († 25 novembre 1924),
- 28 décembre : Paul Alphonse Viry, peintre français († 1913),
- ? :
  - Édouard Béliard, peintre français, maire d'Étampes († 1912),
  - Achille Formis, peintre italien († 1906),
  - Giulio Gorra, peintre et illustrateur italien († 1884),
  - Luigia Mussini-Piaggio, peintre italienne († 1865),
  - José María Obregón, peintre portraitiste mexicain († 1902),
  - Vassili Poukirev, peintre et illustrateur russe († 13 juin 1890).

## Décès
- 9 janvier : Karl von Kügelgen, peintre allemand (° 6 février 1772),
- 11 février : Jean-Antoine Laurent, peintre français (° 31 octobre 1763),
- 22 février :  Asensio Julià, peintre et graveur espagnol (° 8 novembre 1760),
- 22 avril : Guillaume Guillon Lethière, peintre français (° 10 janvier 1760),
- 7 mai : Charles Guillaume Alexandre Bourgeois, peintre, graveur, physicien et chimiste français (° 16 décembre 1759),
- 22 juin : Jean Naigeon, peintre d'histoire français (° 19 avril 1757),
- 5 août : Charles-Marie-François Diot, peintre et dessinateur français (° 25 septembre 1766),
- 6 septembre : Charles Meynier, peintre néo-classique français (° 24 novembre 1768),
- 22 septembre :
  - Philibert-Louis Debucourt, peintre et graveur français († 13 février 1755),
  - Jacques-François Momal, peintre et graveur français († mars 1754),
- ? septembre : Adélaïde Binart, peintre néo-classique française (° 9 mars 1769),
- 4 décembre : Olivier Perrin, peintre français (° 2 septembre 1761),
- Date inconnue :
- Giovanni Boggi, dessinateur et graveur italien au burin et au pointillé (° après 1770),
- Edme Bovinet, graveur français (° 1767).